# Camponotus pavidus
Camponotus pavidus är en myrart som först beskrevs av Smith 1860.  Camponotus pavidus ingår i släktet hästmyror, och familjen myror. Inga underarter finns listade.